# Billy Morrison
Billy Morrison (Londra, 9 febbraio 1969) è un chitarrista britannico, noto per la sua militanza nella band The Cult,  per la sua attività solista e per la collaborazione con Billy Idol.

## Biografia
Nei primi anni di carriera ha suonato nelle band Camp Freddy e Circus Diablo, band formata nel 2006 dal chitarrista dei The Cult Billy Duffy, e successivamente da Rob Patterson, ex chitarrista dei Korn.
Nel 2001 entra a far parte, anche se soltanto per pochi mesi, della band The Cult.
Nel marzo del 2010 fa il suo ingresso nella band di Billy Idol, affiancando il chitarrista Steve Stevens.
Morrison è stato di nuovo in tour con Billy Idol nell'estate e nell'inverno del 2014, ed ha co-scritto la maggior parte dell'album Kings & Queens of the Underground Billy Idol, pubblicato nell'ottobre dello stesso anno.
Nel gennaio 2014, dopo oltre un decennio di silenzio, i Camp Freddy tornarono in tour, con una formazione completamente diversa , Morrison, Navarro,   il frontman degli Sugar Ray Mark McGrath e il batterista Josh Freese, membro dei Devo, The Vandals e A Perfect Circle, e Dave Navarro.

## Discografia

### Solista
- 2008 - Simulator
- 2015 - God Shaped Hole
- 2024 - The Morrison Project

### Con i Circus Diablo
- 2007 - Curcus Diablo

### Con i Ministry
- 2021 - Moral Hygene

### Collaborazioni (parziale)
- 2005 - Intensive Care - Intensive Care
- 2014 - Kings and Queens of the Underground - Billy Idol
- 2018 - Vital Idol:Revitalized - Billy Idol